# Naifaru
Naifaru est une ville des Maldives, située sur l'atoll Faadhippolhu dont elle constitue la localité la plus importante avec 5 082 habitants en mai 2013. Ceux-ci sont répartis sur une superficie de seulement 0,545 kilomètre carré, soit une densité de 9 325 hab./km2.
La ville se trouve à environ 142 kilomètres de la capitale Malé.